# Ismaël Billy
Œuvres principales
Efflorescences, Amours sibériennes, Le Sélénastreau
Ismaël Billy est un poète et ténor français né à Lyon.
Membre de la Maison des écrivains et de la littérature de Paris, il publie Efflorescences en 2013, préfacé par le philosophe et écrivain Michel Cazenave et illustré par Teun Hocks.
Il participe en 2018 à l'ouvrage collectif Langues vivantes 2 aux éditions Lanskine en compagnie de Séverine Daucourt-Fridriksson et Lysiane Rakotoson.
Il publie Amours sibériennes en 2018, avec une préface de Cécile Coulon et des encres de Caroline François-Rubino aux Éditions du Cygne et obtient le prix de meilleur ouvrage de poésie de l'année, par le magazine spécialisé La Cause Littéraire fort de ses 339 000 lecteurs.
Il publie Le Sélénastreau en 2019, conte poétique pour enfants illustré par le dessinateur de bandes-dessinées Jef aux Éditions du Cygne.
Il est représenté parmi les 20 poètes actuels, aux côtés de Pascal Boulanger, par la plasticienne Sophie Brassart sur sa Danse macabre, œuvre monumentale de 10 × 1,50 mètres, présentée par l'Université de Caen en 2018,.
Il se produit au Théâtre des Champs-Élysées le 24 juin 2018 dans le cadre du spectacle de Nicolas Le Riche et Clairemarie Osta "Lac en Cygnes".
Il dirige la collection "Le Chant du Cygne", aux Éditions du Cygne.
Également ténor, il a interprété Don José ( Carmen de Bizet ) à de nombreuses reprises, ainsi qu'Alfredo ( Traviata de Verdi ) sur de grandes scènes et auprès de musiciens renommés.
Il a chanté en soliste à l'Opéra de Vichy, à la Salle Favart, à l'Opéra Grand-avignon et chante Don José à l'Opéra de Trois-rivières (Canada) le 27 août 2022.
Il interprète une version lyrique symphonique de l'hymne de l'Olympique Lyonnais le 14 mai 2022 au Stade de Lyon, Parc Olympique lyonnais.
Russophone, il se rend en Ukraine, à Oujhorod, le 2 avril 2022 en van pour transporter deux tonnes de matériel humanitaire et exfiltrer sept femmes et enfants ukrainiens.

## Prix
Il obtient le prix du meilleur recueil de poésie de l'année dans le cadre des Honneurs 2018 de la Cause littéraire et de ses 339 000 lecteurs.

## Publications
Poésie
- Efflorescences, Carnac, France, Éditions du Menhir, 2013
- Langue Vivante 2, Paris, France, Éditions Lanskine, 2018
- Amours sibériennes, Paris, France, Éditions du Cygne, 2018
- Le Sélénastreau, Paris, France, Éditions du Cygne, 2019
- Nous, avec le poème comme seul courage ; Anthologie du printemps des poètes, Paris, France, Le Castor Astral, 2020
- Le chant du cygne : Anthologie 2020 : Vingt ans de poésie contemporaine, Paris, France, Éditions du Cygne, 2020
- Préface à Anna-Maria Celli pour Méandres, Barrettali, France, A fior di Carta, 2020
- Romances ; Anthologie, Paris, France, Saliers et crau, 2021
- Contes envoûtants de l'Égypte millénaire, Paris, France, Éditions du Cygne, 2024

## Discographie
- Efflorescences, Carnac, France, Éditions du Menhir, 2015

## Œuvre
« Au corps-monde des montagnes suppliciées, Sous la nuée des volcans, Dans l’œil arraché de larmes amères de la bête fauve éblouie de douleur, Sous l’amas,
Dans l’écho malmené du vent qui porte la voix, Ta voix, Et dans la trachée égorgée des vieux puits abandonnés des siècles qui psalmodient de vent les chants de la vengeance, Il y a toi. - Cette poésie interroge le statut de la langue, laquelle est bouleversée par une linéarité et une continuité stylistique, fabrication poétique en même temps que rencontre physique avec le corps de l’autre, qui fait état de désirs assouvis et furieux, propres à souffler le texte, à inscrire cette langue dans une courbure physiologique.», Didier Ayres pour "Amours sibériennes", La Cause littéraire, 15 octobre 2018.
« Ismaël Billy garde un côté Grand Russe et baroudeur américain dans un contexte tout autant oriental que francophone. Et ses textes jouent sans cesse dans divers systèmes de répétitions, tendres et lancinantes comme si l’amour ne pouvait s’abandonner au lâcher prise.», Jean-Paul Gavard-Perret pour "Amours sibériennes", Le Littéraire, 25 juin 2018.
« "Ces Efflorescences méritent bien leur nom. J'ai admiré la qualité d'écriture, l'inventivité et la sensualité qui se dégage de ces textes. Nous assistons là à l'entrée en poésie d'un futur très grand...".», Robert Solé pour "Efflorescences", Le Monde des Livres, 10 mai 2013.

## Artiste lyrique
Ténor lyrique en début de carrière, il est repéré par le ténor sicilien Marcello Giordani et le maestro russe du violoncelle Mark Drobinsky, élève de Mstislav Rostropovitch dans les années 50.
Il se produit régulièrement en récital et chante principalement du répertoire italien du XIXème siècle.
Il chante le 17 octobre 2020 à l'Opéra comique de Paris aux côtés de Philippe Jaroussky, Stanislas de Barbeyrac, Benjamin Bernheim, Amélie Robins, Sabine Devieilhe etc...
Il interprète son premier Alfredo (La traviata) le 4 juillet 2021 au Festival Musica Le Mans, à l'invitation de la soprano américaine Diana Higbee, aux côtés de Sabine Revault d'Allones et Christian Rodrigue Moungoungou.
Il chante Don José dans Carmen de Bizet, avec Héloïse Mas, Charlotte Despaux, Jérôme Boutillier le 26 septembre 2021 à Nohant. Les critiques l'encensent. "Le Don José de Ismaël Billy est également fougueux, belle voix puissante et bien projetée, un air de la fleur fort bien maîtrisé, une incarnation sans faille là aussi." ODB Opéra.
"La voix est jeune et noble!" Olyrix.
Il a chanté également Don José à l'Opéra de Trois-Rivières au Canada, au Prieuré de Chirens, au Festival Musica Le Mans, en tournée aux Antilles, au Festival Les Classiques de Villars en Suisse...
Il a chanté aux côtés de Claudia Sasso, Laeticia Goepfert, Richard Rittellman, Odile Heimburger, Cécilia Arbel, Isabell Mengler, Stefano Cucuzella, Julia Ungureanu, Nils Steinkamp, Kristof Schlösser, Hanna Czarnecka, Christina Baader, Mauricio Virgens, François Pin etc...
Il interprète une version lyrique symphonique de l'hymne de l'Olympique Lyonnais le 14 mai 2022 au Stade de Lyon, Parc Olympique lyonnais.
Soliste international, Ismaël Billy a chanté aux États-Unis, à Philadelphie et Los Angeles, au Canada, à l'Opéra de Trois-Rivières, en Suisse, en Allemagne, en Russie, Au Royaume-Uni, en France à l'Opéra de Vichy, à L'Opéra de Clermont-Ferrand, à l'Opéra de Massy. Il chante également en Espagne, à Tenerife en juin 2025.
Il est demi-finaliste du Concours International des Grandes Voix d'Afrique 2024et 2025.